# Bogumił
Ne doit pas être confondu avec Bogomil.
Bogumilus (en polonais Bogumił z Dobrowa) (v.1135 - v. 1182/1204) est archevêque de Gniezno de 1167 à 1171. Décédé en 1182, il est canonisé en 1925.

## Biographie
Bogumilus est probablement né vers 1135 à proximité de Dobrów. Avec son frère jumeau, Boguphalus, il étudie à Paris. Ses études terminées, il est ordonné prêtre. En 1167, il succède à son oncle comme archevêque de Gniezno. Il aurait contribué à la fondation d'une abbaye de règle cistercienne,.

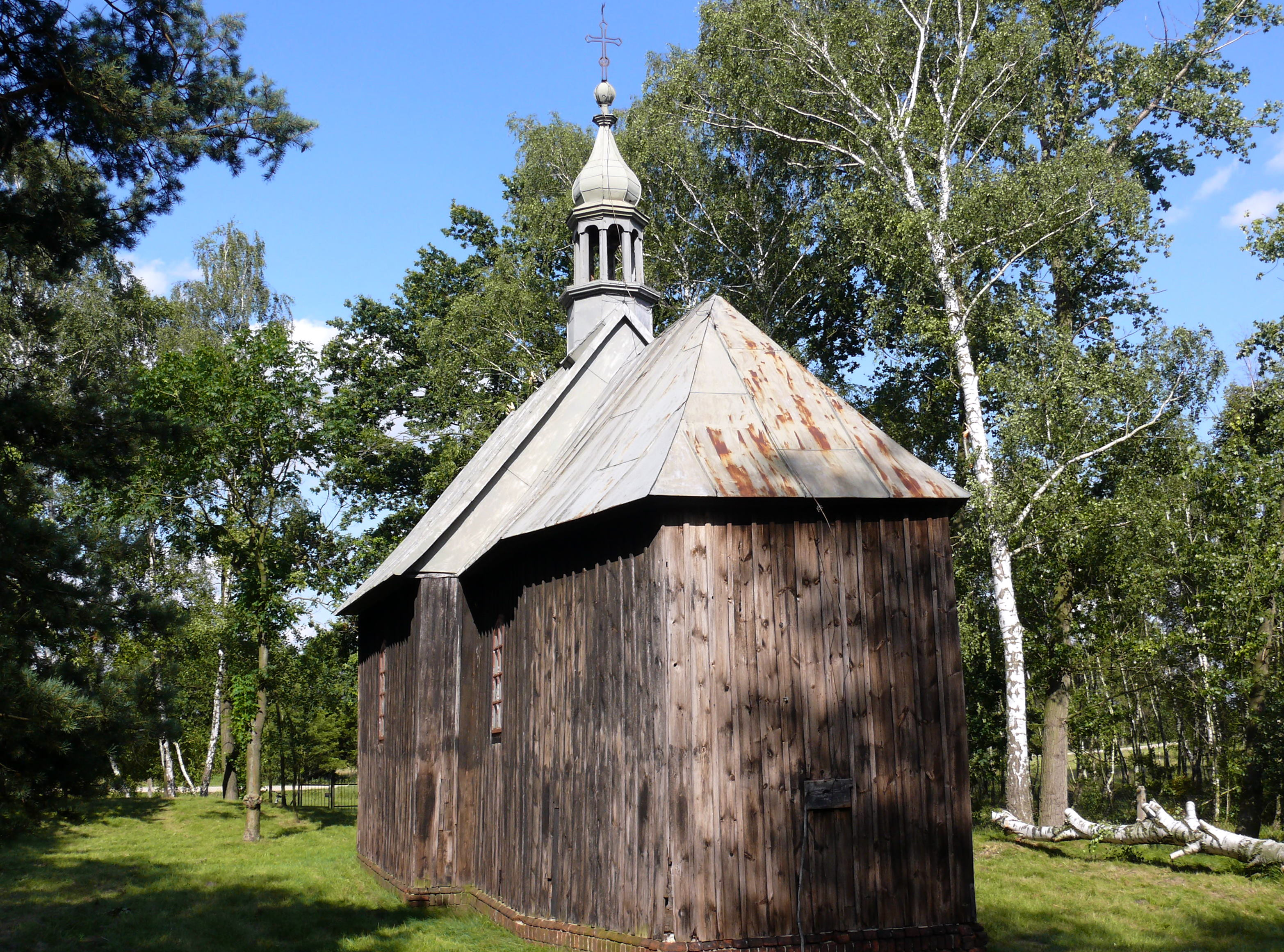
Chapelle du Bx Bogumił à Dobrów.

Opposé au reste du clergé qui juge sa sévérité excessive, il démissionne en 1171. Il devient moine camaldule à Uniejów,.  Sa légende veut qu'il ait passé la dernière douzaine d'années de sa vie en ermite et thaumaturge, jeûnant et priant dans une retraite au sud de Dobrów. Sur son lit de mort, Bogumilus aurait eu une vision de la Vierge Marie et l'Enfant Jésus, entourés d'une foule d'anges qui l'invitent au ciel.
Le culte et la vénération de Bogumilus commence presque immédiatement après sa mort. De nombreux fidèles visitent sa tombe et prient pour obtenir son intercession pour leur santé, et celle de leur bétail et de faire de bonnes prises à la pêche. Sa sépulture devient rapidement un lieu de pèlerinage local. Pourtant, ce n'est qu'en 1625 que Maciej Łubieński (en), primat de Pologne, entame le processus formel de béatification. Il est finalement canonisé le 27 mai 1925 par le pape Pie XI. Il est fêté chaque année le 10 juin,.

## Source
- (en) Cet article est partiellement ou en totalité issu de l’article de Wikipédia en anglais intitulé « Bogumilus » (voir la liste des auteurs).